# 馬尼利夫西克
49°24′27″N 33°37′42″E / 49.40750°N 33.62833°E
馬尼利夫西克（烏克蘭語：Манилівське），是烏克蘭中部的村莊，隸屬波爾塔瓦州的克雷門丘克區。該村距離傑米季夫卡1公里，面積0.8平方公里，海拔高度98米，2001年人口161。